# 陳維崧

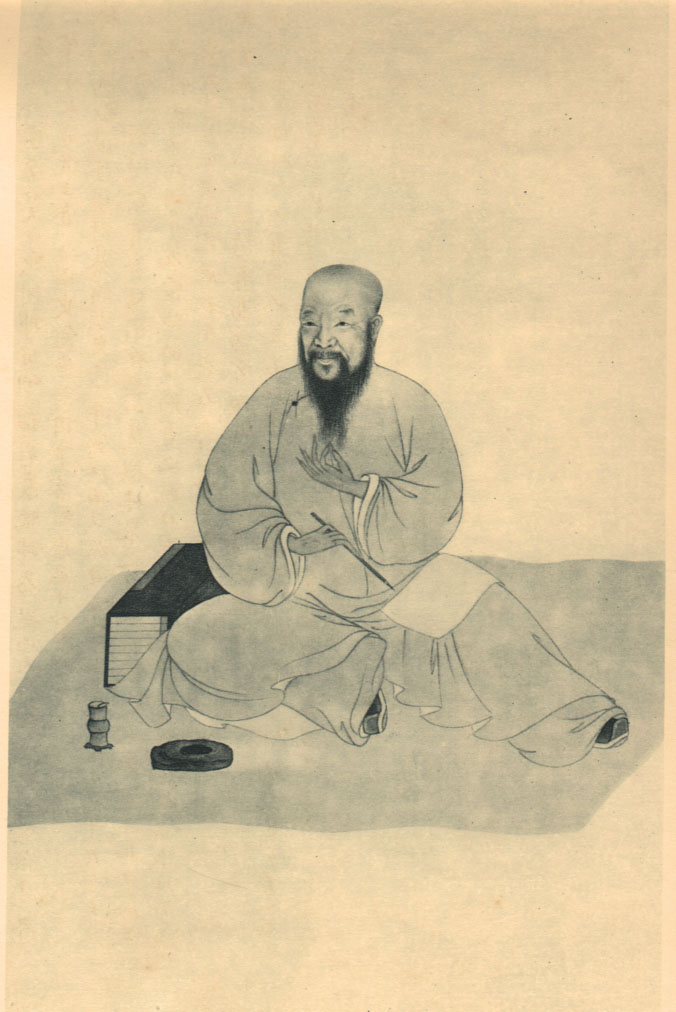
《清代學者像傳》第一集之陳維崧

陳維崧（1626年1月3日—1682年6月12日），字其年，號迦陵，江蘇宜興人。明末清初詞壇第一人，“陽羡詞派”領袖。

## 生平
明熹宗天啟五年，十二月初六出生。以其髯長，時稱陳髯，早有文名，平生无疾言遽色。十七歲應童子試，被陽羨令何明瑞拔童子試第一，與吳偉業、冒襄、龔鼎孳、姜宸英、邵長蘅、彭孫遹等人有往來。與吳兆騫、彭師度同被吳偉業譽為“江左三鳳”。與吳綺、章藻功稱“駢體三家”。明亡後，科舉不第。
順治十五年（1658年）十一月，訪冒襄，在水繪庵中的深翠房讀書，冒襄派雲郎（徐紫雲）伴讀。
康熙元年（1662年）暮春，至揚州與王士禎、張養重等修禊紅橋。康熙十八年（1709年），舉博學鴻詞科，授官翰林院檢討。
康熙二十一年（1682年），三月中患頭痛積四十餘日，五月五日端陽托弟維嶽刊其作品，七日卒，年五十八歲。好友蔣景祁《贺新郎·端陽後四日檢迦陵遺集有感》：「論此恨茫茫難渡。絕調廣陵人解否？怕傷情莫再冰弦鼓。」

## 家族
父陳貞慧，明末四公子之一。

## 著作
工詩、詞、駢文，他的駢體文也是清初大家。陳維崧的詩詞作品極多，“填詞之富，古今無兩”，小令、中調、長調共四百六十調，一千六百二十九首，且題材廣泛。錢仲聯〈論陳維崧的湖海樓詞〉一文中統計其詞有“一千九百四十四首”，是歷代詞人詞作品最豐富的。著有《湖海樓全集》五十卷、《湖海樓詩集》八卷、《陳迦陵文集》十六卷、《陳迦陵詞集》三十卷、《陳檢討四六文集》二十卷、《烏絲詞》四卷、《兩晉南北史集珍》六卷等。又與潘眉同輯《今詞選》。

## 轶事
陳維崧一生多與優伶雲郎（徐紫雲）共度，並爲雲郎創作大量詩詞，《賀新郎·雲郎合巹為賦此詞》輒創作於雲郎大婚之日：“小酌荼靡釀，喜今朝釵光鈿影，燈前滉漾。隔著屏風喧笑語，報道雀翹初上，又悄把檀奴偷相。撲朔雌雄渾不辨，但臨風私取春弓量，送爾去，揭鴛帳。六年孤館相依傍，最難忘紅蕤枕畔，淚花輕颺。了爾一生花燭事，宛轉婦隨夫唱，努力做藁砧模樣。只我羅衾渾似鐵，擁桃笙難得紗窗亮，休為我，再惆悵。”不仅如此，陈维崧还为徐紫云请人画了一副《紫云出浴图》。

## 外部連結
[在维基数据编辑]
 在维基文库阅读此作者作品
 《清史稿/卷484》，出自趙爾巽《清史稿》